# Oľga Keltošová
Oľga Keltošová (auch Oľga Bednárová-Keltošová, geborene Suchalová; * 27. Februar 1943 in Pezinok, Slowakei) ist eine slowakische Publizistin, Politikerin und ehemalige Arbeitsministerin. Sie war kurze Zeit Ständige Vertreterin ihres Landes bei den Vereinten Nationen in New York.

## Leben
Oľga Keltošová stammt aus Pezinok am Fuß der Kleinen Karpaten. Sie absolvierte bis 1966 ein Studium des Journalismus an der Comenius-Universität Bratislava. Nach Ende des Prager Frühlings wurde sie wegen ihrer politischen Ansichten daran gehindert, ihren Beruf auszuüben. Keltošová arbeitete von 1970 bis 1971 als Übersetzerin an der Fakultät für Naturwissenschaften ihrer Universität. Bis 1989 war sie als Übersetzerin und Dolmetscherin sowie als Journalistin von Medien für Kinder tätig.
Keltošová wurde 1989 Pressesprecherin der erneuerten Demokratischen Partei der Slowakei. Von 1990 bis 1991 war sie Mitglied und stellvertretende Vorsitzende des Slowakischen Nationalrats. Im Jahr 1992 wurde sie Mitglied der Bewegung für eine demokratische Slowakei (HZDS) und des neu gewählten Nationalrats der unabhängigen Slowakischen Republik.
Oľga Keltošová war von 1992 bis 1998 slowakische Ministerin für Arbeit, Soziales und Familie in den Regierungen Mečiar II und III, mit einigen Monaten Unterbrechung durch die Übergangsregierung Moravčík 1994. Während dieser Zeit war sie auch von 1997 bis 1998 Aufsichtsratspräsidentin des Nationalen Arbeitsamts, von 1996 bis 1998 Präsidentin des slowakischen Koordinierungsausschusses für Frauenfragen und von 1995 bis 1998 Vorsitzende des Koordinierungsausschusses für Fragen von Menschen mit Behinderungen.
Zur Ständigen Vertreterin bei den Vereinten Nationen ernannt, übergab Oľga Keltošová am 15. April 1998 Generalsekretär Kofi Annan ihr Akkreditierungsschreiben. Nach sieben Monaten erhielt sie ihre Abberufung nach der Wahlniederlage ihrer Partei. – Zuletzt war sie von 2007 bis 2010 Bürgermeisterin des Bezirks Lamač der Stadt Bratislava.
Keltošovás zweiter Ehemann und Vater ihrer beiden Kinder war der Schriftsteller und Journalist Vlado Bednár.  Sie verfügt über gute Russischkenntnisse und spricht fließend Deutsch sowie Englisch.

## Werke
Übersetzungen:
- Oscar Wilde: Portrét Doriana Graya, Vejár lady Windermerovej, Balada o žalári v Readingu a iné (mit Jana Kantorová-Báliková).